# 岳阳镇 (古县)
岳阳镇，是中华人民共和国山西省临汾市古县下辖的一个乡镇级行政单位。

## 行政区划
岳阳镇下辖以下地区：
岳阳东社区居民委会、岳阳西社区居民委会、相如北社区居民委会、相如南社区居民委会、偏涧村、五马村、贤腰村、张庄村、湾里村、张家沟村、城关村、西圪垛村、段家垣村、辛庄村、哲才村、九倾垣村、天池村、张才村、沟北村、下冶村、南坡村、韩母村、槐树村和烧车村。